# 海南新聞廣播
海南新聞廣播（又稱：886台，全稱：海南廣播電視總台新聞廣播，縮寫：新聞廣播，海南話拼音方案：hhai3 nam2 din1 vun2 guang3 bo6）是海南廣播電視總台擁有的一條以普通話廣播為主的電台廣播頻道，同時為中華人民共和國海南省的第一套廣播。

## 獲獎
9月10日，中國大陸的收聽率調查機構賽立信發布了「2018-2019全國廣播收聽市場風雲榜」的結果。其中，海南新聞廣播被評為全國省級廣播電台新聞和信息頻率前五名。
| 年份 | 獎項                     | 主辦單位             | 結果       | 備註  |
| ---- | ------------------------ | -------------------- | ---------- | ----- |
| 2019 | 全國廣播收聽市場風雲榜   | 賽立信               | 五強       | [ 3 ] |
| 2017 | 十佳候選欄目《海南新聞》 | 第七屆海南廣電觀眾節 | 入圍短名單 | [ 4 ] |

## 覆蓋率
2016年起，優化新聞廣播的FM覆蓋範圍後，海南島全島實際覆蓋面積約為21884.75平方公里，覆蓋率為64.55％。實際覆蓋人口約為749.1萬人，人口覆蓋率為81.09％。加上3個異頻發射站的補充覆蓋，總覆蓋面積約為29,696.25平方公里，面積覆蓋率為87.60％。總覆蓋人口約849.89萬人，人口覆蓋率為92.01％，FM同步廣播網絡的高速公路覆蓋率約為92.8％。

## 節目
- 《海南新聞》－新聞欄目[4]
- 《政風行風熱線》－直播節目[5][6][7]
- 《百草園》－廣播節目[8]
- 《886早報》－新聞欄目[9]
- 《脫貧攻堅電視夜校》－廣播節目[10][11][12]
- 「2018全民讀書活動之好書推薦」－活動[13]
- 「職工法律援助熱線」－免費法律援助諮詢[14]
- 《膠林晨曲》－廣播劇[15]
- 《瓊崖女子特務連》－廣播劇[16]
- 「謹慎使用抗生素」－公益廣告（英语：Public Service Advertising）[17]
- 《海南法治之聲》－法治廣播節目[18][19]

## 主持人
- 孙静[20]
- 王天妹[21][22][23]
- 王一宁（一宁）[9]
- 严传海[24]
- 李杰[25]
- 李宁（林溪）[26]
- 郭自强 （小强）[27]
- 黄婷（婷妹）[28]
- 林溪[29]
- 栗原栖梧（小栖）[30]
- 辛姜[31]
- 许玉萍（玉萍）[32]
- 朱允兴（宝哥）[33]
- 马志磊（马可）[34]
- 朱立凤[35]
- 艾阳[36]
- 大权[37]
- 李成[38][8]
- 邢月[38]
- 宝哥[33]